# Hyndluljóð

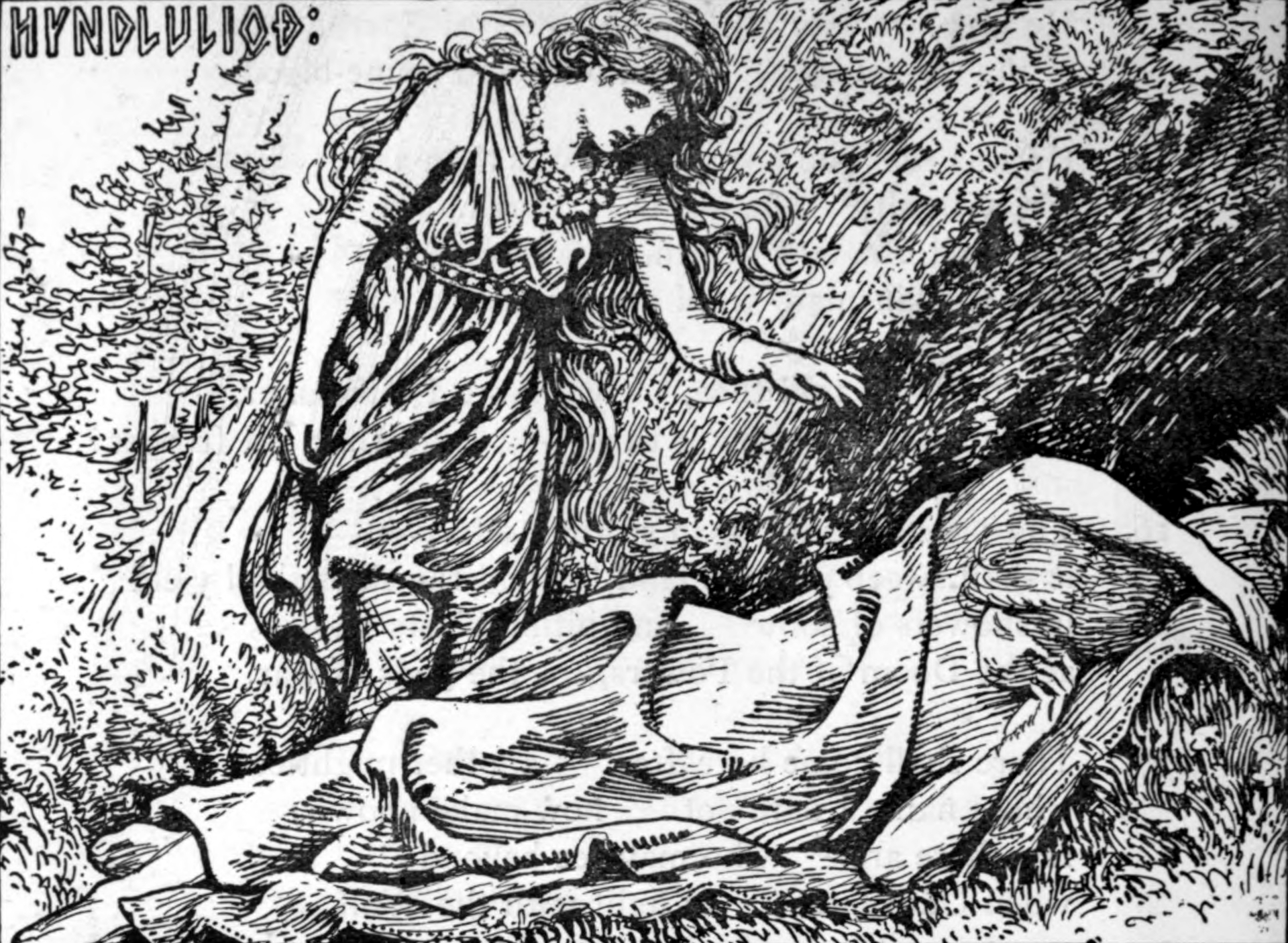
"Freyja desperta a Hyndla". Il·lustració de W. G. Collingwood (1908).

Hyndluljóð o el Cant d'Hyndla és un poema que amb freqüència és considerat part de l'Edda poètica. Va ser preservat íntegrament en el Flateyjarbók i algunes de les seves estrofes són citades a l'Edda prosaica, on s'esmenten com a pertanyents a Völuspá hin skamma.
Al poema, la deessa Freia coneix a la völva Hyndla i es dirigeixen cap al Valhal·la. Freia viatja en el seu senglar Hildisvíni i Hyndla en un llop. La seva missió consisteix a trobar els ancestres d'Óttarr de manera que pugui obtenir la seva herència. El poema consisteix majorment en la recitació per part de Hyndla de nombrosos noms dels ancestres d'Óttarr.